# 帕魯馬火山
帕魯馬火山（西班牙語：Paruma），是南美洲的火山，位於玻利維亞和智利接壤的邊境，屬於安第斯山脈的一部分，西面是奧爾卡火山，海拔高度5,420米，最近一次火山噴發在1867年發生。